# Београд, уживо ’97 – 1
Београд, уживо ’97 – 1 је четврти концертни албум југословенског и српског рок бенда Рибља чорба. Објављен је 25. новембра 1997. године у издању дискографске куће Хи-Фи Центар из Београда. Снимљен је 1. јуна на СРЦ Ташмајдан у оквиру турнеје која је промовисала компилацијски албум Трећи српски устанак.

## Списак песама
| №               | Назив                       | Трајање |  |
| 1.              | Звезда поткровља и сутерена | 4:45    |  |
| 2.              | Волим и ја вас              | 3:42    |  |
| 3.              | Љубоморко                   | 3:57    |  |
| 4.              | Гњилане                     | 7:51    |  |
| 5.              | Прича о Џиги Бауу           | 7:15    |  |
| 6.              | Гастарбајтерска песма       | 7:37    |  |
| 7.              | Баба Јула                   | 4:51    |  |
| 8.              | Данас нема млека            | 5:48    |  |
| 9.              | Једино моје                 | 5:19    |  |
| 10.             | Нећу да испаднем животиња   | 4:19    |  |
| Укупно трајање: | Укупно трајање:             | 55:41   |  |

## Учесници
- Бора Ђорђевић - вокали
- Видоја Божиновић - гитара
- Миша Алексић - бас гитара
- Вицко Милатовић - бубњеви
- Влада Барјактаревић - клавијатуре